# 大分川
大分川（おおいたがわ）は、大分県中部を流れる大分川水系の本流で、一級河川である。古くは堂尻川、寒川とも呼ばれた。

## 地理
九重連山の東側に位置する由布岳（標高1,584m）の南西麓に発し、南西方向に流れて由布院盆地を貫流した後、次第に向きを変えて概ね東流。下流では大野川とともに大分平野を形成し、大分市市街地を東西に分けながら北流に転じ、別府湾に注ぐ。
大分川源流から由布市挾間町の天神橋までは大分県大分河川事務所が管轄する県管理区間であり、天神橋から国土交通省九州地方整備局大分河川国道事務所の国直轄区間となる。

## 名称の由来
13世紀ごろは沿岸に河原市が多く立っていたから、「市河」と呼ばれた。
「大分川」は「大分郡」の郡名に由来すると思われる。「大分」の語源については諸説があり、定かではない。
- 『豊後国風土記』によると、この地域を巡幸した景行天皇は広々とした田んぼを見て、「碩田国」（おおきだのくに）と名付けた。後に「大分」と書かれるようになった。
- 大分平野の地形は狭くて複雑であるから、「多き田」から来たとの説がある。
- 半田康夫によると、「分」は「段」と共に「キダ」と訓まれていたため、「大分」は大分川によって刻まれた河岸段丘等による地形を示す。
- 渡辺澄夫によると、「キダ」は「段」で「きれめ・きざみ・だん」の意味、「分」は「わかち・わかれ」の意味で、「分離」の意味において両者は相通ずるから、「おおきだ」は「大きくきざみ分けられた所」の意味である。つまり、「大分」は地形が錯綜する「刻まれた地形」という表現で、同じく河岸段丘等による地形を示すと考えられる。

## 歴史
古くは、天平12年（740年）頃までに成立したとされる『豊後国風土記』に記載が見え、年魚（鮎）が多く捕れると記されている。
承和15年（848年）には、大分川で白亀が捕獲され、朝廷に献上された。朝廷はこれを大瑞として、承和から嘉祥への改元が行われた（『続日本紀』）。
1953年（昭和28年）の昭和28年西日本水害では、小野鶴橋、舞鶴橋が流失し、大分川の氾濫により大分市街地のほとんどが浸水する被害を受けた。この水害を機に支流の芹川に洪水調節用の芹川ダムが建設された。
1967年（昭和42年）に一級河川の指定を受けている。
2020年（令和2年）の令和2年7月豪雨では、大分川が由布市庄内町東長宝（小野屋駅周辺）と由布市挾間町下市（天神橋付近）で越流が発生した。由布市湯布院町川西で国道210号やJR久大本線が被災したほか、由布市庄内町の新竜橋が損壊し、由布市内各地で大分川支流（花合野川、黒川など）の氾濫・土石流や土砂災害も多発したため、由布市から災害発生情報が出された。大分市内でも内水氾濫により、流域の荏隈・賀来・明磧・光吉・宮崎等で冠水被害があった。また、由布市の同尻観測所・大分市の府内大橋観測所での水位が観測史上過去最高であった。

## 流域の自治体
大分県
由布市、大分市

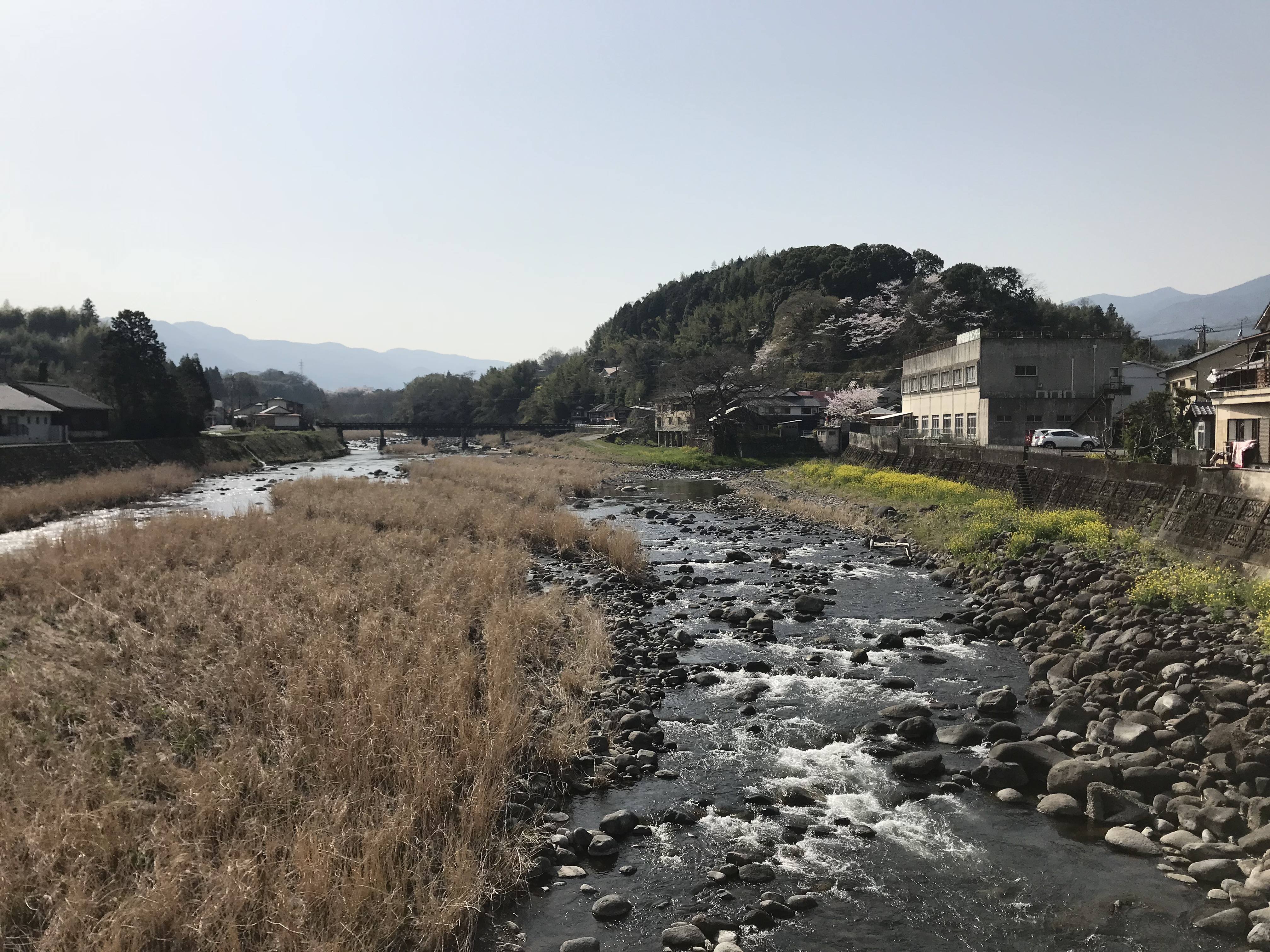
中流部（碩南大橋より）

大分川水系全体の流域には、他に別府市、竹田市、豊後大野市、玖珠町、九重町が含まれる。

## 主要な支川

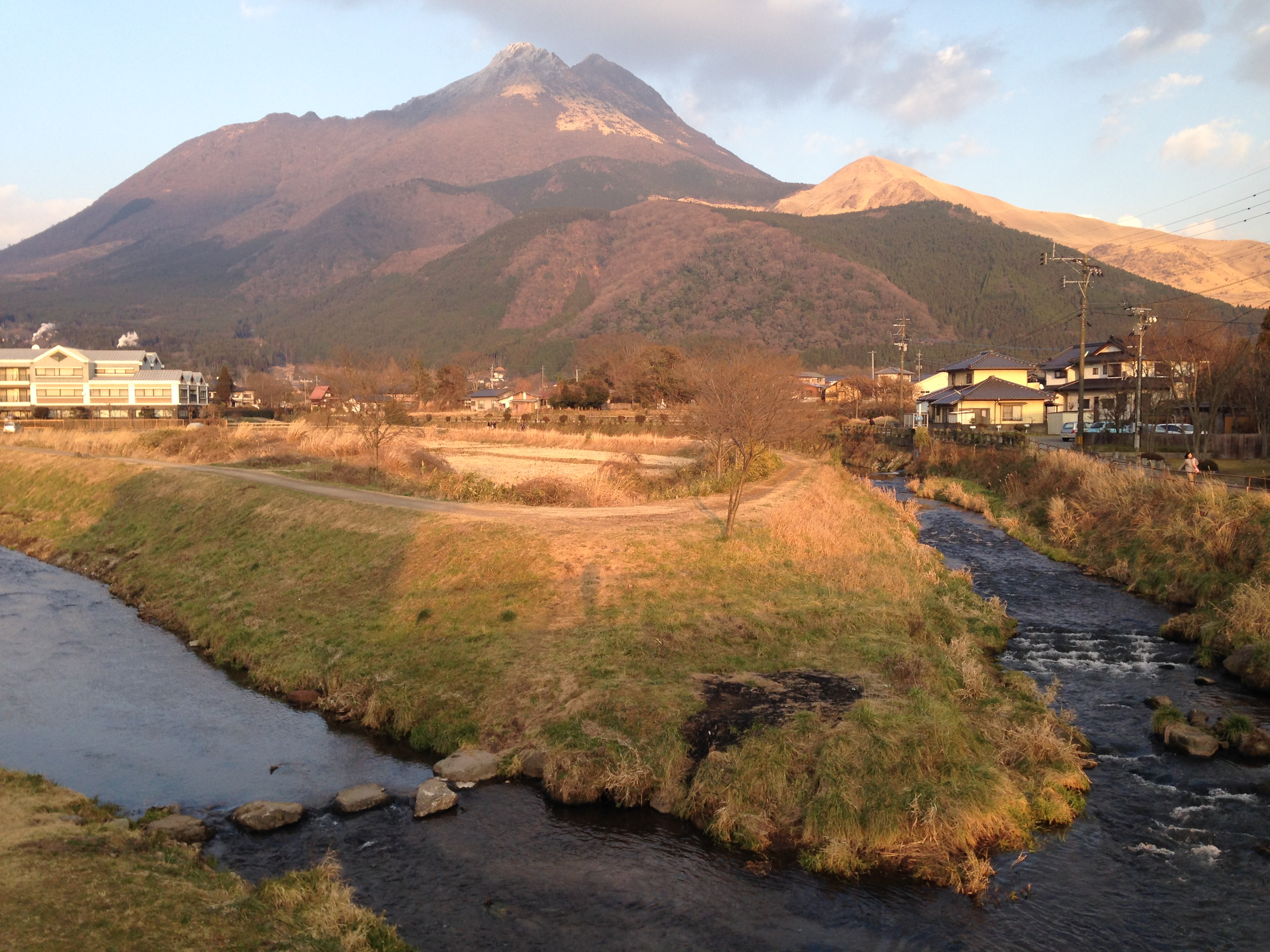
上流部・白滝川との合流点と由布岳

上流から下流の順に記す。
- 花合野川
- 阿蘇野川
- 小挾間川
- 芹川
- 賀来川
- 七瀬川

## 主要な派川
- 裏川

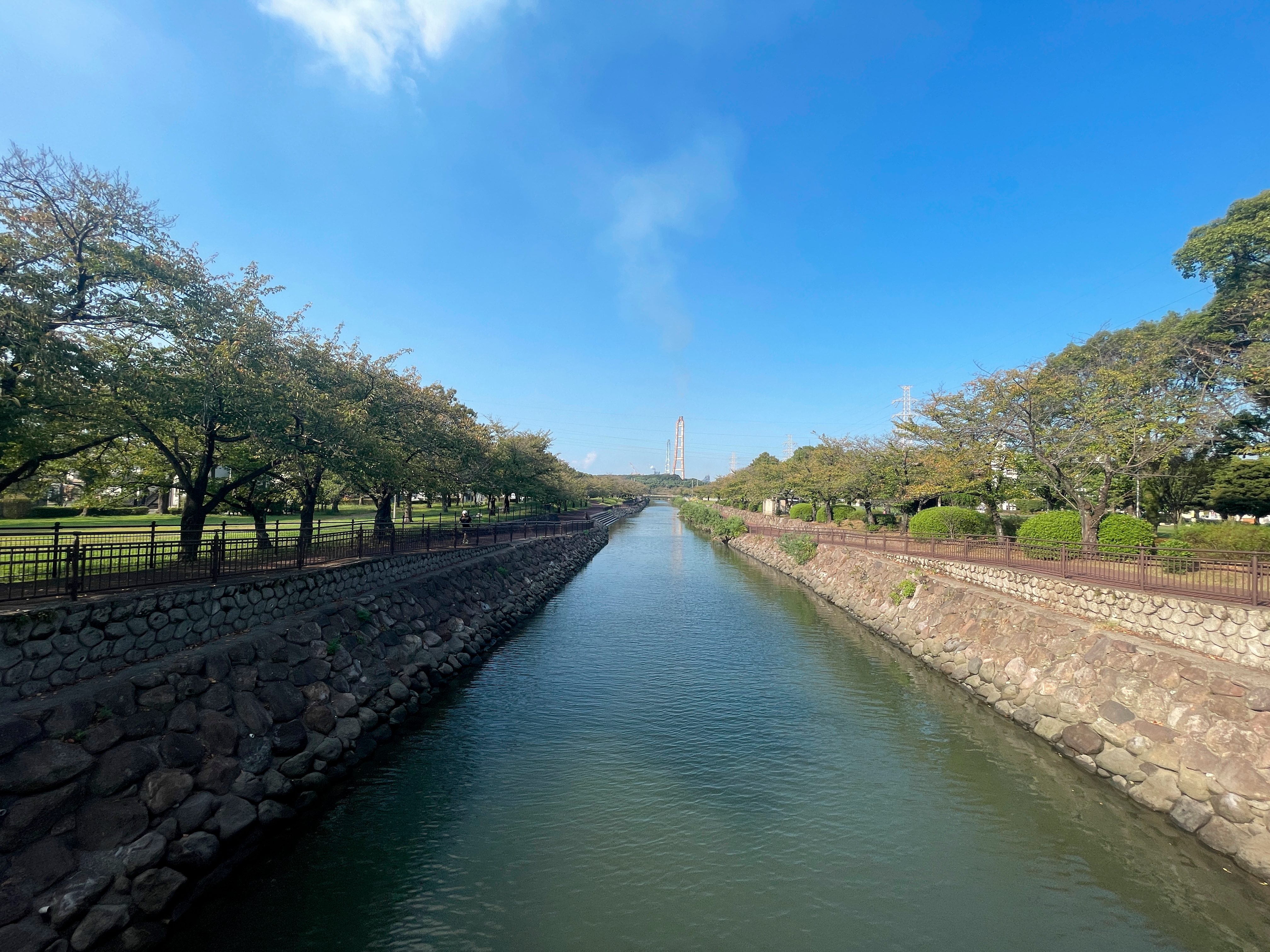
平和市民公園を流れる裏川

## 主要な橋梁
ギャラリー
- 高速大分川橋
- 明磧橋
- 府内大橋
- 広瀬橋
- 宗麟大橋
- 日豊線と豊肥線大分川橋梁（奥は滝尾橋）
- 滝尾橋
- 舞鶴橋
- 弁天大橋

橋の画像です
上流から下流の順に記す。
- 第2由布川橋梁（久大本線（鉄道橋））
- 湯平大橋（大分県道537号湯平温泉線）
- 庄内大橋（国道210号）
- 小野屋大橋（国道210号）
- 挾間大橋（大分県道618号籠原挾間線）
- 同尻橋
- 天神橋（国道210号）[1]
- 国分橋
- 小野鶴橋
- 高速大分川橋（東九州自動車道）
- 明磧橋（国道442号）
- 府内大橋（国道10号・国道210号）
- 大分川水管橋[10]
- 広瀬橋
- 宗麟大橋（都市計画道路庄の原佐野線）
- 豊肥線大分川橋梁（豊肥本線（鉄道橋））
- 通路線大分川橋梁（日豊本線（鉄道橋））
- 日豊線大分川橋梁（日豊本線（鉄道橋））
- 滝尾橋（大分県道21号大分臼杵線）
- 舞鶴橋（国道197号・国道217号）
- 弁天大橋（大分県道22号大在大分港線）

## ダム
- 櫟木ダム（篠原ダム）：九州電力・発電用

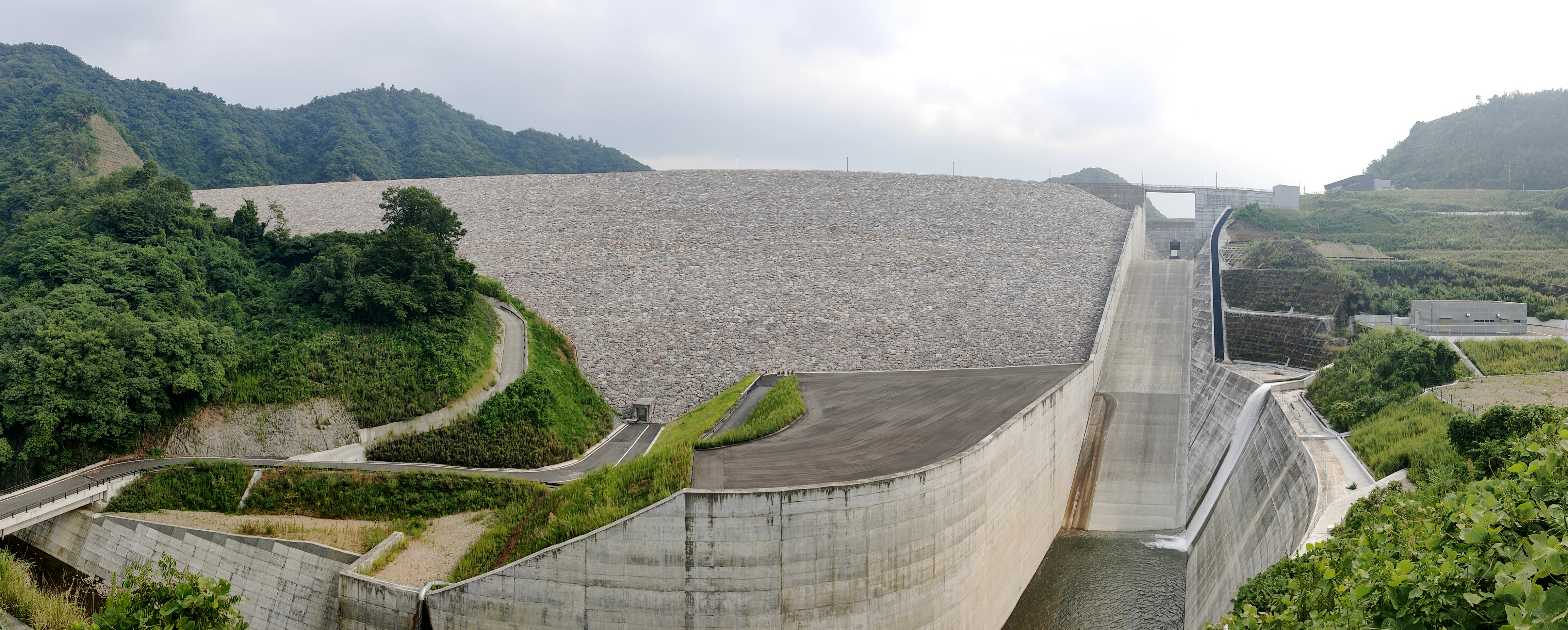
ななせダム（旧称：大分川ダム）

なお、ななせダム（旧称：大分川ダム）は、大分川の本流ではなく、支流の七瀬川に建設されている。

## 流域の観光地
- 湯布院温泉郷（由布院温泉・湯平温泉・庄内温泉・挾間温泉）
  - 金鱗湖 - 大分川の水源のひとつ
- 男池湧水群 - 名水百選に選ばれている。阿蘇野川の源流のひとつ。
- 山下湖
- 小田の池
- 渓仙峡
- 由布川峡谷

## 並行する交通

### 鉄道
- JR九州久大本線

### 道路
- 国道210号
- 大分県道713号弁天横瀬自転車道線